# Чинсура
Чи́нсура (англ. Chinsura) — город в индийском штате Западная Бенгалия. Административный центр округа Хугли. Расположен в 35 км к северу от Калькутты. Средняя высота над уровнем моря — 1 метр. Здание окружного суда Чинсуры является самым длинным зданием в Западной Бенгалии. Здесь также расположена штаб-квартира Спортивной ассоциации округа Хугли.

## История
В эпоху раннего средневековья данная территория входила в состав королевства Бхуршут. Город Чинсура был основан португальцами в 1579 году. Город процветал как торговый порт, были построены некоторые религиозные сооружения. Одним из таких сооружений является христианская церковь, посвященная статуе Марии, привезенной португальцами. Церковь была отремонтирована в 1980-х годах и была объявлена римскими властями базиликой.
В XVII веке в городе начались политические беспорядки, и могольский губернатор Бенгалии изгнал португальцев. В 1656 году голландцы построили здесь фабрику. В то время Калькутта была главным поселением в голландской Бенгалии. Правительство Голландии использовала Чинсура в качестве базы для голландской внутриазиатской торговли опиумом, селитрой, специями, хлопком и индиго.
В 1759 году голландский гарнизон Чинсуры, направлявшийся в Чандернагор, атаковал британские войска под командованием полковника Форда. Битва при Чинсуре длилась менее получаса и закончилась разгромом голландцев. В 1795 году, во время наполеоновских войн, поселение занял британский гарнизон. В 1814 году Хугли был возвращён голландцам. Однако в 1825 году голландцы уступили многие из своих владений в Индии британцам в обмен на оккупированные англичанами владения на Суматре.
В 1865 году в результате слияния двух городов, Хугли и Чинсура был образован муниципалитет Хугли-Чинсура. 
И Чинсура, и Хугли сыграли определенную роль в движении за независимость Индии. 

## Демография
По данным всеиндийской переписи 2001 года, в городе проживало 170 201 человек, из которых мужчины составляли 51%, женщины — соответственно 49%. Уровень грамотности взрослого населения составлял 81 % (при общеиндийском показателе 59,5%). Уровень грамотности среди мужчин составлял 84%, среди женщин — 77%. 8% населения было моложе 6 лет. 68,63% населения составляют сельские жители, а городское население составляет 31,37%. 
Согласно статистическим данным 2011 года, в Хугли-Чинсуре проживало 179 931 человек, из которых 90 217 (50%) мужчин и 89 714 (50%) женщин. Общее число грамотных составляло 152 333 человека.